# واحدآباد (بردسیر)
واحدآباد یک روستا در ایران است که در شهرستان بردسیر واقع شده‌است.